# Рюссинген
Рюссинген (нем. Rüssingen) — община в Германии, в земле Рейнланд-Пфальц. 
Входит в состав района Доннерсберг. Подчиняется управлению Гёльхайм.  Население составляет 482 человека (на 31 декабря 2010 года). Занимает площадь 4,84 км².